# Malene Helgø
Malene Helgø (Oslo, 26 agosto 1999) è una tennista norvegese.

## Carriera
Malene Helgø ha vinto 9 titoli in singolare e 8 titoli in doppio nel circuito ITF in carriera. Il 9 gennaio 2023 ha raggiunto il best ranking mondiale nel singolare, nr 318; il 14 novembre 2022 ha raggiunto il miglior piazzamento mondiale nel doppio, nr 347.
Fa parte della squadra norvegese di Fed Cup, con un record totale di 21 vittorie e 10 sconfitte.

## Statistiche ITF

### Singolare

#### Vittorie (9)
| Torneo $100.000 (0) |
| Torneo $80.000 (0)  |
| Torneo $75.000 (0)  |
| Torneo $60.000 (0)  |
| Torneo $50.000 (0)  |
| Torneo $40.000 (0)  |
| Torneo $25.000 (3)  |
| Torneo $15.000 (6)  |
| Torneo $10.000 (0)  |

| N. | Data              | Torneo                                               | Superficie  | Avversaria in finale  | Punteggio        |
| 1. | 8 luglio 2018     | Future Burgersdijk Tennis Rhijenhof, L'Aia           | Terra rossa | Ida Jarlskog          | 6–4, 4–6, 6–3    |
| 2. | 28 luglio 2018    | Norwegian Tennis Open, Sandefjord                    | Terra rossa | Lisa Ponomar          | 6–3, 4–6, 6–3    |
| 3. | 17 marzo 2019     | Magic Tours, Tabarka                                 | Terra rossa | Dar'ja Lodikova       | 6–1, 3–6, 7–5    |
| 4. | 13 settembre 2020 | Varna Cup, Varna                                     | Terra rossa | Sebastianna Scilipoti | 6(1)-7, 6–3, 6–3 |
| 5. | 6 novembre 2022   | PAF Open, Haabneeme                                  | Cemento (i) | Arantxa Rus           | 6-4, 6-2         |
| 6. | 2 luglio 2023     | Engie Open du Périgord, Périgueux                    | Terra rossa | Sapfo Sakellaridi     | 6-3, 6-3         |
| 7. | 3 marzo 2024      | Helsinki Open, Helsinki                              | Cemento (i) | Dejana Radanović      | 6-3, 6-2         |
| 8. | 17 marzo 2024     | Egypt Sharm ElSheikh Women's Future, Sharm el-Sheikh | Cemento     | Marie Weckerle        | 6–3, 6–2         |
| 9. | 24 marzo 2024     | Egypt Sharm ElSheikh Women's Future, Sharm el-Sheikh | Cemento     | Julie Belgraver       | 6–1, 6–0         |

#### Sconfitte (4)
| Torneo $100.000 (0) |
| Torneo $80.000 (0)  |
| Torneo $75.000 (0)  |
| Torneo $60.000 (0)  |
| Torneo $50.000 (0)  |
| Torneo $40.000 (0)  |
| Torneo $25.000 (3)  |
| Torneo $15.000 (1)  |
| Torneo $10.000 (0)  |

| N. | Data           | Torneo                                 | Superficie  | Avversaria in finale | Punteggio     |
| 1. | 28 luglio 2019 | Sandefjord Open, Sandefjord            | Terra rossa | Michaela Bayerlová   | 7–5, 3–6, 3–6 |
| 2. | 30 maggio 2021 | Liepaja Open, Liepāja                  | Terra rossa | Daniela Vismane      | 4-6, 4-6      |
| 3. | 22 agosto 2021 | Oldenzaal World Tennis Tour, Oldenzaal | Terra rossa | Jang Su-jeong        | 3-6, 2-6      |
| 4. | 15 maggio 2022 | Varberg Women's, Varberg               | Terra rossa | Sofia Samavati       | 6-2, 1-6, 4-6 |

### Doppio

#### Vittorie (8)
| Torneo $100.000 (0) |
| Torneo $80.000 (0)  |
| Torneo $75.000 (0)  |
| Torneo $60.000 (1)  |
| Torneo $50.000 (0)  |
| Torneo $40.000 (0)  |
| Torneo $25.000 (1)  |
| Torneo $15.000 (6)  |
| Torneo $10.000 (0)  |

| N. | Data              | Torneo                                  | Superficie  | Compagno                 | Avversari in finale                      | Punteggio   |
| 1. | 4 novembre 2017   | Stockholm Ladies, Stoccolma             | Cemento (i) | Fanny Östlund            | Maryna Kolb Nadiia Kolb                  | w/o         |
| 2. | 27 luglio 2018    | Norwegian Tennis Open, Sandefjord       | Terra rossa | Astrid Wanja Brune Olsen | Nora Niedmers Yukina Saigo               | 6-1, 6-4    |
| 3. | 9 febbraio 2019   | Soho Square Egypt, Sharm el-Sheikh      | Cemento     | Mariana Dražić           | Merel Hoedt Noa Liauw a Fong             | 6-4, 6-3    |
| 4. | 27 luglio 2019    | Sandefjord Open, Sandefjord             | Terra rossa | Astrid Wanja Brune Olsen | Suzan Lamens Annick Melgers              | 6-3, 6-3    |
| 5. | 14 settembre 2019 | Kiskút Open, Székesfehérvár             | Terra rossa | Nefisa Berberović        | Katarína Kužmová Laura Svatiková         | 7-5, 6-1    |
| 6. | 14 dicembre 2019  | Magic Tours, Monastir                   | Cemento     | Mariana Dražić           | Yvonne Cavallé Reimers Bojana Marinković | 7-6(4), 6-1 |
| 7. | 5 novembre 2022   | PAF Open, Haabneeme                     | Cemento (i) | Suzan Lamens             | Dalila Jakupovič Arantxa Rus             | 6-2, 6-1    |
| 8. | 19 luglio 2025    | Open Araba en Femenino, Vitoria-Gasteiz | Cemento     | Shi Han                  | Nahia Berecoechea Isabella Šinikova      | 6-3, 6-3    |

#### Sconfitte (9)
| Torneo $100.000 (0) |
| Torneo $80.000 (0)  |
| Torneo $75.000 (0)  |
| Torneo $60.000 (2)  |
| Torneo $50.000 (0)  |
| Torneo $40.000 (0)  |
| Torneo $25.000 (0)  |
| Torneo $15.000 (4)  |
| Torneo $10.000 (3)  |

| N. | Data            | Torneo                                      | Superficie  | Compagno                 | Avversari in finale                  | Punteggio        |
| 1. | 5 novembre 2015 | Collector Norwegian Open, Oslo              | Cemento (i) | Astrid Wanja Brune Olsen | Kim Grajdek Ekaterina Jašina         | 2–6, 3–6         |
| 2. | 13 maggio 2016  | Rising Star Tour, Båstad                    | Terra rossa | Astrid Wanja Brune Olsen | Emilie Francati Cornelia Lister      | 2-6, 2-6         |
| 3. | 15 ottobre 2016 | Pro Circuit Power by Lukas Sport, Bol       | Terra rossa | Lea Bošković             | Mariana Dražić Rebeka Stolmár        | 6(5)-7, 6(5)-7   |
| 4. | 28 ottobre 2017 | Djursholm Ladies, Stoccolma                 | Cemento (i) | Fanny Östlund            | Anastasija Kulikova Elena Malõgina   | 2-6, 5-7         |
| 5. | 12 maggio 2018  | Rising Star Tour, Karlskrona                | Terra rossa | Astrid Wanja Brune Olsen | Cristina Adamescu Andreea Ghitescu   | 5-7, 5-7         |
| 6. | 4 agosto 2018   | Savitaipale Ladies Open, Savitaipale        | Terra rossa | Astrid Wanja Brune Olsen | Polina Bachmutkina Elena Malõgina    | 4–6, 6–1, [5–10] |
| 7. | 2 febbraio 2019 | Soho Square Egypt, Sharm el-Sheikh          | Cemento     | Mariana Dražić           | Anastasia Dețiuc Oona Orpana         | 0-6, 4-6         |
| 8. | 22 ottobre 2022 | Hamburg Ladies & Gents Cup, Amburgo         | Cemento (i) | Veronika Erjavec         | Miriam Kolodziejová Jesika Malečková | 4-6, 2-6         |
| 9. | 8 febbraio 2025 | Brisbane QTC Tennis International, Brisbane | Cemento     | Tessah Andrianjafitrimo  | Miho Kuramochi Zheng Wushuang        | 6(6)-7, 3-6      |